# ويليام والش
ويليام والش (بالإنجليزية: William Walsh)‏ هو محامي وسياسي أمريكي، ولد في 11 مايو 1828 في جمهورية أيرلندا، وتوفي في 17 مايو 1892 في كمبرلاند في الولايات المتحدة. حزبياً، نشط في الحزب الديمقراطي. وقد انتخب عضو مجلس النواب الأمريكي.